# Mel and Kim
Mel and Kim – brytyjski duet wykonujący dance pop. Formację utworzyły w 1986 roku siostry Melanie i Kim Appleby.
W 1987 roku nakładem wytwórni muzycznej Supreme Records ukazał się jedyny album duetu zatytułowany F.L.M.. Nagrania uzyskały w Wielkiej Brytanii status platynowej płyty sprzedając się w nakładzie 400 tys. egzemplarzy. Wydawnictwo trafiło także m.in. na listy przebojów w Norwegii, Nowej Zelandii, Niemczech i Szwajcarii. Rok później formacja uzyskała nominację do nagrody brytyjskiego przemysłu fonograficznego Brit Award w kategorii Best British Breakthrough Act.
18 stycznia 1990 roku młodsza z sióstr Appleby - Melanie zmarła na zapalenie płuc z powodu osłabienia odporności po leczeniu chemioterapią choroby nowotworowej.. Kim Appleby podjęła się kontynuacji działalności artystycznej jako piosenkarka solowa. Jej debiutancki album zatytułowany Kim Appleby ukazał się jeszcze w 1990 roku. Na płycie znalazły się m.in. piosenki, napisane początkowo z przeznaczeniem na drugi album duetu Mel and Kim. Po wydaniu w 1993 roku drugiej płyty - Breakaway Kim Appleby porzuciła działalność muzyczną.

## Dyskografia
| Tytuł  | Dane dot. albumu                                 | Pozycja na liście | Pozycja na liście | Pozycja na liście | Pozycja na liście | Pozycja na liście | Pozycja na liście | Certyfikat            |
| Tytuł  | Dane dot. albumu                                 | UK                | NLD               | CHE               | NOR               | GER               | SWE               | Certyfikat            |
| ------ | ------------------------------------------------ | ----------------- | ----------------- | ----------------- | ----------------- | ----------------- | ----------------- | --------------------- |
| F.L.M. | - Data: 13 kwietnia 1987 - Wydawca: Supreme, EMI | 3                 | 12                | 4                 | 7                 | 16                | 20                | - UK: platynowa płyta |